# 巴特勒縣 (堪薩斯州)
巴特勒縣（英語：Butler County，縮寫BU）是美国堪薩斯州東南部的一個郡，面積1,446平方公里。根據美国人口普查局2020年的統計，共有人口67,380人。縣治埃爾多拉多（El Dorado）。該縣成立於1855年8月25日。縣名紀念來自南卡罗来纳州的聯邦參議員安德魯·巴特勒。